# Мідерс
Мідерс (нім. Mieders) —  громада округу Інсбрук-Ланд у землі Тіроль, Австрія.
Мідерс лежить на висоті  952 м над рівнем моря і займає площу  16,5 км². Громада налічує 1756 мешканців. 
Густота населення 106/км².  
|                                 |
| Мідерс на мапі округу та землі. |

 Адреса управління громади: Dorfstraße 19, 6142 Mieders. 

## Демографія
Історична динаміка населення міста за даними сайту Statistik Austria

## Виноски
1. ↑  Dauersiedlungsraum der Gemeinden Politischen Bezirke und Bundesländer - Gebietsstand 1.1.2018 — Статистичне управління Австрії.
2. ↑  https://www.statistik.at/blickgem/blick1/g70328.pdf
3. ↑  www.mieders.net. Архів оригіналу за 9 вересня 2018. Процитовано 19 березня 2022.
4. ↑  Gemeindedaten von Mieders. Архів оригіналу за 23 квітня 2019. Процитовано 17 липня 2013.

| Австрія | Це незавершена стаття з географії Австрії. Ви можете допомогти проєкту, виправивши або дописавши її. |